# Mathews (Virginia)
Mathews es un lugar designado por el censo situado en el condado de Mathews, Virginia  (Estados Unidos). Según el censo de 2010 tenía una población de 555 habitantes.

## Demografía
Según el censo de 2010, Mathews Springs tenía una población en la que el 86,3% eran blancos; el 8,8% afroamericanos; el 0,4% eran indios americanos y nativos de Alaska; el 0,0% eran asiáticos; el 0,2% hawaianos y otros isleños del Pacífico; el 0,0% de otra raza, y el 4,3% a partir de dos o más razas. El 0,7% del total de la población eran hispanos o latinos de cualquier raza.